# Dikter på vers och prosa
Dikter på vers och prosa är August Strindbergs första diktsamling, utgiven 1883. Boken är indelad i olika avdelningar, delvis baserade på författarens liv, men i omvänd kronologisk ordning. Den först placerade, och mest omfattade avdelningen, Sårfeber har ett starkt satiriskt anslag. Där ingår bland annat Esplanadsystemet, en av Strindbergs mest kända dikter. Övriga avdelningar är Högsommar, Stormar samt Ungdom och ideal.